# 鑫琦資產詐欺案
鑫琦資產詐欺案發生於2016年2月中華人民共和國上海市，是一樁投資詐欺案。

## 案情
2005年，鑫琦控股成立，注册资本2亿元人民币，並找藝人張鐵林代言，主打家庭理財產品，一時間在上海名聲顯赫。鑫琦資產是鑫琦控股旗下子公司。之後鑫琦資產陸續請上海电视台主持人程雷、歌手姜育恒、歌手蒋大为為其活動表演，吸金達19億人民币以上。
鑫琦資產運作模式是向大眾募集投資資金，同時明確標明個人每筆資金用於投資哪個城市的哪一間房地產中的哪一戶，多數是鄭州市地產樓盤，由於明確度極高、加上藝人代言，吸引5千人以上投資，甚至名額還供不應求。鑫琦資產之後許諾13%以上的年利益率，再將資金貸給該樓盤的建設公司，但是利率收取約20%-25%，賺取8%以上的利差。
2015年底，中國大陸多年打房政策效果顯現，加上全球經濟走跌，房產市場降溫降價，造成債務方建設公司無法負擔高額利息，陸續倒債、資金斷裂，鑫琦資產2016年2月起突然止付所有投資人利息，引爆事件；十天後，公司方出面提出以房抵債協議，計畫構想是：將建設公司跑路後丟下的抵押房產轉丟給投資人，以打消本金，並要求投資人簽訂拿房後不得追償的法律文書。但自救會陸續取得鑫琦資產內部微信通話紀錄，發現房產作價抵償的價格高估，那些房屋根本不值這些錢、且還在跌價中，且房屋產權有疑義、不能確定已經歸鑫琦全權支配，未來還有不可知的法律風險（例如還有別的債權方出來主張），有打不完的官司。也有投資人質疑，「如果这些房产真这么好出手，那么公司直接卖出去就能还大家钱，何必如此大费周折？」多數人不同意以房抵債。
2016年2月中旬，鑫琦資產高層多人被公安機關逮捕，調查資金流向。2016年2月21日，上海廣播電視台新聞綜合頻道節目《七分之一》專題報導此案，法學家認為，此種作法涉嫌非法集资，但確實是打法律擦邊球，現行法律需要全國人民代表大會重新解釋才有可能定罪。2018年7月26日由郑州高新技术产业开发區人民法院宣判，鑫琦资产非吸案董事长贾唤琦获刑八年，民事上贾唤琦积极认罪认罚，积极筹款退赔屆當時尚有17億多元沒有退賠。